# Luigi Samele
Luigi Samele (* 25. Juli 1987 in Foggia) ist ein italienischer Säbelfechter.

## Erfolge
Luigi Samele wurde 2010 in Paris und 2018 in Wuxi mit der Mannschaft Vizeweltmeister und gewann mit ihr außerdem 2017 in Leipzig, 2019 in Budapest und 2022 in Kairo Bronze. In den Jahren 2010, 2013 und 2014 wurde er zudem mit der Mannschaft Europameister, 2016, 2017 und 2018 folgten zweite Plätze. Bei den Olympischen Spielen 2012 in London gehörte er zum italienischen Aufgebot in der Mannschaftskonkurrenz, in der er mit der italienischen Equipe nach einem Auftaktsieg gegen Belarus der Mannschaft aus Südkorea mit 37:45 unterlag. Im Gefecht um Rang drei, bei dem Samele zu seinem einzigen Einsatz kam, setzte sich Italien mit 45:40 gegen Russland durch. Gemeinsam mit Aldo Montano, Diego Occhiuzzi und Luigi Tarantino gewann Samele somit die Bronzemedaille.
Bei den 2021 ausgetragenen Olympischen Spielen 2020 in Tokio gewann Samele sowohl in der Einzelkonkurrenz als auch mit der Mannschaft die Silbermedaille. Im Einzel unterlag er im Finale Áron Szilágyi mit 7:15, während er mit der Mannschaft gegen Südkorea mit 26:45 verlor. Im Einzelwettbewerb der Olympischen Spiele 2024 in Paris sicherte sich Samele die Bronzemedaille. Nach drei Auftaktsiegen verlor er zunächst im Halbfinale gegen den Südkoreaner Oh Sang-uk mit 5:15, setzte sich dann im letzten Duell aber gegen den Ägypter Ziad El-Sissy mit 15:12 durch. Mit der Mannschaft belegte er Rang fünf.